# Naomi Parker

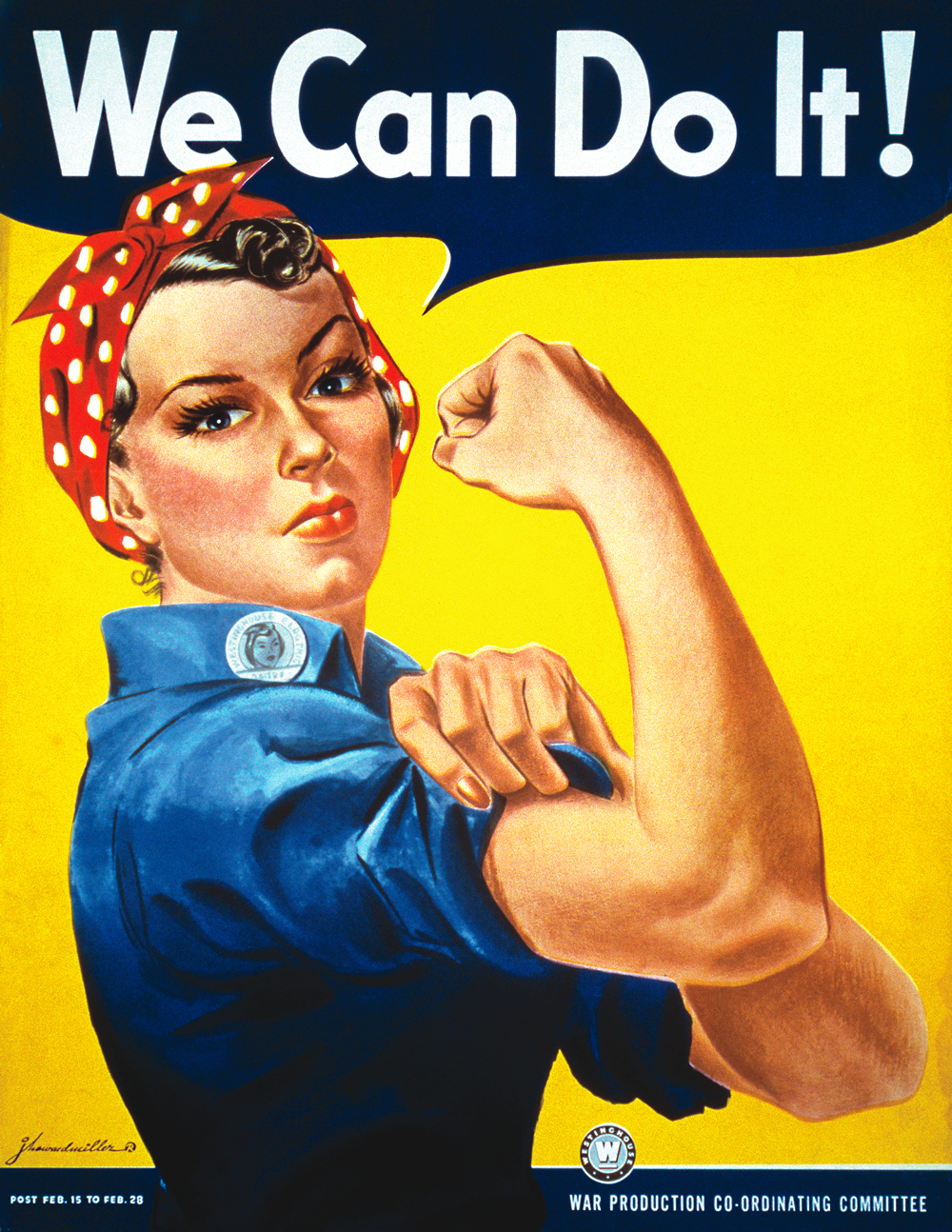
Poster de Westinghouse, dissenyat per J. Howard Miller, basat en la imatge de Naomi Parker Fraley

Naomi Parker Fraley, (Tulsa, Oklahoma, 26 d'agost de 1921 - Longview, Washington, 20 de gener de 2018), va ser una obrera nord-americana de la indústria armamentística durant la Segona Guerra Mundial. És la dona que va inspirar i va servir de model al dissenyador J. Howard Miller per a la creació del cèlebre cartell We Can Do It!! (Podem fer-hoǃ).

## Biografia
Naomi Parker va néixer el 26 d'agost de 1921 a Tulsa (Oklahoma). era la tercera filla de vuit, de Joseph Parker i Esther Leis. El seu pare era enginyer de mines i la seva mare mestressa de casa. La família vivia a Alameda, Califòrnia, quan els Estats Units van entrar en guerra el 1941, i aleshores ella i la seva  germana menor, Ada, van ser contractades per treballar a la base aeronaval d'Alameda per a tasques de muntatge d'aeronaus. Després de la guerra treballà com a cambrera.

## El cartellWe Can Do It! i la confusió sobre el seu model
Mentre treballava a la base aeronaval, J. Howard Miller la fotografià amb l'uniforme laboral blau i amb la bandana vermella amb punts blancs que duia per seguretat, per tal de no enganxar-se els cabells amb la maquinària. A partir d'aquesta imatge, Miller dibuixarà el cartell que esdevindrà iconogràfic, però tanmateix ell mai reconeixerà que ella hagi estat la seva font d'inspiració i durant molt de temps es va considerar que la model de la imatge era Geraldine Hoff Doyle, una obrera de Michigan. Naomi Parker per tant no va gaudir de la celebritat del cartell. El seu retrat que entrà en la sèrie dels clixés titulats Rosie the riveter, resultarà un símbol patriòtic dels sis milions de dones nord-americanes que van treballar en la indústria de l'armament mentre els homes lluitaven al front. La imatge resultarà una icona de l'emancipació femenina per reivindicar l'ocupació de llocs de treball que fins aleshores eren exercits exclusivament per homes.
El 2011, James J. Kimble, professor de la Universitat de Seton Hall, va identificar i va demostrar després d'una llarga recerca, que la veritable model del cèlebre cartell era ella. El febrer de 2015 va entrevistar-la juntament amb la seva germana Ada amb 93 i 91 anys respectivament. Confirmaran la seva investigació i, per tant, es corregí un error històric. A partir d'aquell moment, Parker gaudí d'una gran notorietat.